# 2e étape du Tour d'Espagne 2012
La 2e étape du Tour d'Espagne 2012 s'est déroulée le dimanche 19 août 2012, part de Pampelune et arrive à Viana après 180 km de course.

## Parcours de l'étape
Cette première étape en ligne est dédiée au sprinteurs.

## Déroulement de la course
Trois coureurs forment une échappée : le Russe Mikhail Ignatiev et les deux Espagnols Javier Aramendia et Javier Chacón. Chacon passe au sommet de la seule difficulté du jour et s'empare donc du maillot du meilleur grimpeur à l'arrivée. Les échappés sont repris.
À l'approche des 150 derniers mètres, Allan Davis est en tête avec dans sa roue Degenkolb. Ce dernier double Davis dans les derniers 100 mètres. C'est la première victoire sur un grand tour pour John Degenkolb. Ben Swift complète le podium.
Jonathan Castroviejo conserve son maillot de leader du classement général. John Degenkolb s'empare du maillot du classement par points et Javier Chacón de celui du meilleur grimpeur.

## Résultats

### Classement de l'étape
| Classement de la 2e étape | Classement de la 2e étape | Classement de la 2e étape | Classement de la 2e étape | Classement de la 2e étape |
|                           | Coureur                   | Pays                      | Équipe                    | Temps                     |
| ------------------------- | ------------------------- | ------------------------- | ------------------------- | ------------------------- |
| 1er                       | John Degenkolb            | Allemagne                 | Argos-Shimano             | en 4 h 38 min 40 s        |
| 2e                        | Allan Davis               | Australie                 | Orica-GreenEDGE           | m.t                       |
| 3e                        | Ben Swift                 | Royaume-Uni               | Sky                       | m.t                       |
| 4e                        | Elia Viviani              | Italie                    | Liquigas-Cannondale       | m.t                       |
| 5e                        | Klaas Lodewyck            | Belgique                  | BMC Racing                | m.t                       |
| 6e                        | Vicente Reynés            | Espagne                   | Lotto-Belisol             | m.t                       |
| 7e                        | Davide Cimolai            | Italie                    | Lampre-ISD                | m.t                       |
| 8e                        | Gianni Meersman           | Belgique                  | Lotto-Belisol             | m.t                       |
| 9e                        | Manuel Cardoso            | Portugal                  | Caja Rural                | m.t                       |
| 10e                       | Daniele Bennati           | Italie                    | RadioShack-Nissan         | m.t                       |
| modifier                  |                           |                           |                           |                           |

### Points attribués
| Sprint intermédiaire de Tafalla (km 59) | Sprint intermédiaire de Tafalla (km 59) | Sprint intermédiaire de Tafalla (km 59) | Sprint intermédiaire de Tafalla (km 59) | Sprint intermédiaire de Tafalla (km 59) |
| --------------------------------------- | --------------------------------------- | --------------------------------------- | --------------------------------------- | --------------------------------------- |
|                                         | Coureur                                 | Pays                                    | Équipe                                  | Point(s)                                |
| 1er                                     | Mikhail Ignatiev                        | Russie                                  | Katusha                                 | 4                                       |
| 2e                                      | Javier Chacón                           | Espagne                                 | Andalucía                               | 2                                       |
| 3e                                      | Javier Aramendia                        | Espagne                                 | Caja Rural                              | 1                                       |
| modifier                                |                                         |                                         |                                         |                                         |

| Sprint intermédiaire de Viana (km 162,5) | Sprint intermédiaire de Viana (km 162,5) | Sprint intermédiaire de Viana (km 162,5) | Sprint intermédiaire de Viana (km 162,5) | Sprint intermédiaire de Viana (km 162,5) |
| ---------------------------------------- | ---------------------------------------- | ---------------------------------------- | ---------------------------------------- | ---------------------------------------- |
|                                          | Coureur                                  | Pays                                     | Équipe                                   | Point(s)                                 |
| 1er                                      | Mikhail Ignatiev                         | Russie                                   | Katusha                                  | 4                                        |
| 2e                                       | Javier Aramendia                         | Espagne                                  | Caja Rural                               | 2                                        |
| 3e                                       | Alberto Contador                         | Espagne                                  | Saxo Bank-Tinkoff Bank                   | 1                                        |
| modifier                                 |                                          |                                          |                                          |                                          |

| \| Classement de l'étape \| Classement de l'étape \| Classement de l'étape \| Classement de l'étape \| Classement de l'étape \| \| --------------------- \| --------------------- \| --------------------- \| ----------------------- \| --------------------- \| \| \| Coureur \| Pays \| Équipe \| Point(s) \| \| 1er \| John Degenkolb \| Allemagne \| Argos-Shimano \| 25 \| \| 2e \| Allan Davis \| Australie \| Orica-GreenEDGE \| 20 \| \| 3e \| Ben Swift \| Royaume-Uni \| Sky \| 16 \| \| 4e \| Elia Viviani \| Italie \| Liquigas-Cannondale \| 14 \| \| 5e \| Klaas Lodewyck \| Belgique \| BMC Racing \| 12 \| \| 6e \| Vicente Reynés \| Espagne \| Lotto-Belisol \| 10 \| \| 7e \| Davide Cimolai \| Italie \| Lampre-ISD \| 9 \| \| 8e \| Gianni Meersman \| Belgique \| Lotto-Belisol \| 8 \| \| 9e \| Manuel Cardoso \| Portugal \| Caja Rural \| 7 \| \| 10e \| Daniele Bennati \| Italie \| RadioShack-Nissan \| 6 \| \| 11e \| Rubén Pérez \| Espagne \| Euskaltel-Euskadi \| 5 \| \| 12e \| Koldo Fernández \| Espagne \| Garmin-Sharp \| 4 \| \| 13e \| Gert Steegmans \| Belgique \| Omega Pharma-Quick Step \| 3 \| \| 14e \| Dennis van Winden \| Pays-Bas \| Rabobank \| 2 \| \| modifier \| \| \| \| \| |                   |             |                         |          |
| Classement de l'étape |                   |             |                         |          |
| | Coureur           | Pays        | Équipe                  | Point(s) |
| 1er | John Degenkolb    | Allemagne   | Argos-Shimano           | 25       |
| 2e | Allan Davis       | Australie   | Orica-GreenEDGE         | 20       |
| 3e | Ben Swift         | Royaume-Uni | Sky                     | 16       |
| 4e | Elia Viviani      | Italie      | Liquigas-Cannondale     | 14       |
| 5e | Klaas Lodewyck    | Belgique    | BMC Racing              | 12       |
| 6e | Vicente Reynés    | Espagne     | Lotto-Belisol           | 10       |
| 7e | Davide Cimolai    | Italie      | Lampre-ISD              | 9        |
| 8e | Gianni Meersman   | Belgique    | Lotto-Belisol           | 8        |
| 9e | Manuel Cardoso    | Portugal    | Caja Rural              | 7        |
| 10e | Daniele Bennati   | Italie      | RadioShack-Nissan       | 6        |
| 11e | Rubén Pérez       | Espagne     | Euskaltel-Euskadi       | 5        |
| 12e | Koldo Fernández   | Espagne     | Garmin-Sharp            | 4        |
| 13e | Gert Steegmans    | Belgique    | Omega Pharma-Quick Step | 3        |
| 14e | Dennis van Winden | Pays-Bas    | Rabobank                | 2        |
| modifier |                   |             |                         |          |

### Cols et côtes
| \| Alto de la Chapela (km 77) 3e catégorie \| Alto de la Chapela (km 77) 3e catégorie \| Alto de la Chapela (km 77) 3e catégorie \| Alto de la Chapela (km 77) 3e catégorie \| Alto de la Chapela (km 77) 3e catégorie \| \| --------------------------------------- \| --------------------------------------- \| --------------------------------------- \| --------------------------------------- \| --------------------------------------- \| \| \| Coureur \| Pays \| Équipe \| Point(s) \| \| 1er \| Javier Chacón \| Espagne \| Andalucía \| 3 \| \| 2e \| Javier Aramendia \| Espagne \| Caja Rural \| 2 \| \| 3e \| Mikhail Ignatiev \| Russie \| Katusha \| 1 \| \| modifier \| \| \| \| \| |                  |         |            |          |
| Alto de la Chapela (km 77) 3e catégorie |                  |         |            |          |
| | Coureur          | Pays    | Équipe     | Point(s) |
| 1er | Javier Chacón    | Espagne | Andalucía  | 3        |
| 2e | Javier Aramendia | Espagne | Caja Rural | 2        |
| 3e | Mikhail Ignatiev | Russie  | Katusha    | 1        |
| modifier |                  |         |            |          |

## Classements à l'issue de l'étape

### Classement général
| Classement général | Classement général   | Classement général | Classement général      | Classement général |
|                    | Coureur              | Pays               | Équipe                  | Temps              |
| ------------------ | -------------------- | ------------------ | ----------------------- | ------------------ |
| 1er                | Jonathan Castroviejo | Espagne            | Movistar                | en 4 h 57 min 31 s |
| 2e                 | Nairo Quintana       | Colombie           | Movistar                | + 0 s              |
| 3e                 | Javier Moreno        | Espagne            | Movistar                | + 0 s              |
| 4e                 | Alejandro Valverde   | Espagne            | Movistar                | + 0 s              |
| 5e                 | Beñat Intxausti      | Espagne            | Movistar                | + 0 s              |
| 6e                 | Juan José Cobo       | Espagne            | Movistar                | + 4 s              |
| 7e                 | Dennis van Winden    | Pays-Bas           | Rabobank                | + 10 s             |
| 8e                 | Niki Terpstra        | Pays-Bas           | Omega Pharma-Quick Step | + 10 s             |
| 9e                 | Kevin De Weert       | Belgique           | Omega Pharma-Quick Step | + 10 s             |
| 10e                | Alessandro Ballan    | Italie             | BMC Racing              | + 10 s             |
| modifier           |                      |                    |                         |                    |

### Classement par points
| Classement par points | Classement par points | Classement par points | Classement par points | Classement par points |
| --------------------- | --------------------- | --------------------- | --------------------- | --------------------- |
|                       | Coureur               | Pays                  | Équipe                | Point(s)              |
| 1er                   | John Degenkolb        | Allemagne             | Argos-Shimano         | 25 points             |
| 2e                    | Allan Davis           | Australie             | Orica-GreenEDGE       | 20 pts                |
| 3e                    | Ben Swift             | Royaume-Uni           | Sky                   | 16 pts                |
| modifier              |                       |                       |                       |                       |

### Classement du meilleur grimpeur
| Classement du meilleur grimpeur | Classement du meilleur grimpeur | Classement du meilleur grimpeur | Classement du meilleur grimpeur | Classement du meilleur grimpeur |
| ------------------------------- | ------------------------------- | ------------------------------- | ------------------------------- | ------------------------------- |
|                                 | Coureur                         | Pays                            | Équipe                          | Point(s)                        |
| 1er                             | Javier Chacón                   | Espagne                         | Andalucía                       | 3 points                        |
| 2e                              | Javier Aramendia                | Espagne                         | Caja Rural                      | 2 pts                           |
| 3e                              | Mikhail Ignatiev                | Russie                          | Katusha                         | 1 pt                            |
| modifier                        |                                 |                                 |                                 |                                 |

### Classement du combiné
| Classement du combiné | Classement du combiné | Classement du combiné | Classement du combiné | Classement du combiné |
| --------------------- | --------------------- | --------------------- | --------------------- | --------------------- |
|                       | Coureur               | Pays                  | Équipe                | Point(s)              |
| 1er                   | Javier Chacón         | Espagne               | Andalucía             | 118 points            |
| 2e                    | Javier Aramendia      | Espagne               | Caja Rural            | 184 pts               |
| 3e                    | Mikhail Ignatiev      | Russie                | Katusha               | 206 pts               |
| modifier              |                       |                       |                       |                       |

### Classement par équipes
| Classement par équipes | Classement par équipes  | Classement par équipes | Classement par équipes |
|                        | Équipe                  | Pays                   | Temps                  |
| ---------------------- | ----------------------- | ---------------------- | ---------------------- |
| 1re                    | Movistar                | Espagne                | en 14 h 14 min 51 s    |
| 2e                     | Omega Pharma-Quick Step | Belgique               | + 10 s                 |
| 3e                     | Rabobank                | Pays-Bas               | + 10 s                 |
| modifier               |                         |                        |                        |

## Abandon
- Enrico Gasparotto (Astana) : non-partant à la suite d'une triple fracture de la clavicule provoquée lors d'une chute la veille.